# Aleksandr Dmitrievitsj Zasjadko

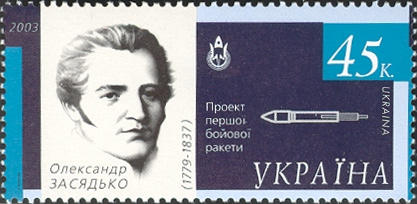
Zasjadko op een Oekraïense postzegel uit 2003

Alexander Dmitrievich Zasyadko (Russisch: Засядко, Александр Дмитриевич, Oekraïens: Засядько, Олександр Дмитрович, 8 juni 1779 - 27 mei 1837) artillerie-ingenieur van het Russische keizerlijke leger, van oorsprong uit Oekraïne, luitenant-generaal van de artillerie. Ontwerper en specialist in de ontwikkeling van raketwapens.

## Biografie
Zasyadko studeerde in 1797 af aan de artillerie-ingenieurschool in Sint-Petersburg (de latere Mozhaysky Military Engineering-Space University). Hij diende in 1799 onder Aleksandr Soevorov tijdens de veldtocht tegen Napoleon in Italië, in de Russisch-Turkse oorlog van 1806 tot 1812 en de veldtocht van Napoleon naar Rusland in 1812.
Zasyadko begon in 1815 met de bouw van een buskruitraket. Hij ontwikkelde daarvoor een lanceerplatform waarmee zes raketten ineens konden afgevuurd worden. Daarnaast werkte hij ook mee aan strategische plannen voor het gebruik ervan. In 1820 werd hij aangesteld als hoofd van de in Sint-Petersburg gelegen buskruitfabriek, pyrotechniekenlabo en de eerste artillerieschool in Rusland (de Mikhailovskaya Artillery Military School. Zasyadko was verantwoordelijk voor het artillerie-hoofdkwartier tijdens de Russisch-Turkse Oorlog van 1828 - 1829. Al aan het begin van 1828 tekende Zasyadko een order om een permanent raketbedrijf in het leger op te richten, uitgerust met machines met zes buizen voor het lanceren van raketten. De compagnie bestond uit 23 commandanten en meer dan 300 gewone raketbemanningen.
Wegens ziekte ging hij in 1834 met pensioen.
De krater Zasyadko op de maan is naar hem genoemd.